# سانتا مونيكا، بارانا
نورويست بارانينس
سانتا مونيكا بلدية في ولاية بارانا في المنطقة الجنوبية من البرازيل.   